# La Horgne
La Horgne és un municipi francès situat al departament de les Ardenes i a la regió del Gran Est. L'any 2007 tenia 182 habitants.

## Demografia

### Població
El 2007 la població de fet de La Horgne era de 182 persones. Hi havia 62 famílies de les quals 12 eren unipersonals (4 homes vivint sols i 8 dones vivint soles), 19 parelles sense fills i 31 parelles amb fills.
La població ha evolucionat segons el següent gràfic:
Habitants censats

### Habitatges
El 2007 hi havia 68 habitatges, 64 eren l'habitatge principal de la família, 3 eren segones residències i 1 estava desocupat. 65 eren cases i 3 eren apartaments. Dels 64 habitatges principals, 47 estaven ocupats pels seus propietaris, 16 estaven llogats i ocupats pels llogaters i 1 estava cedit a títol gratuït; 1 tenia tres cambres, 13 en tenien quatre i 50 en tenien cinc o més. 49 habitatges disposaven pel capbaix d'una plaça de pàrquing. A 20 habitatges hi havia un automòbil i a 41 n'hi havia dos o més.

### Piràmide de població
La piràmide de població per edats i sexe el 2009 era:
| Homes | Edats   | Dones |
| ----- | ------- | ----- |
| 0     | 95 o +  | 0     |
| 0     | 90 a 94 | 0     |
| 0     | 85 a 89 | 0     |
| 0     | 80 a 84 | 0     |
| 4     | 75 a 79 | 0     |
| 0     | 70 a 74 | 0     |
| 0     | 65 a 69 | 0     |
| 4     | 60 a 64 | 4     |
| 8     | 55 a 59 | 4     |
| 8     | 50 a 54 | 12    |
| 0     | 45 a 49 | 0     |
| 8     | 40 a 44 | 4     |
| 4     | 35 a 39 | 8     |
| 0     | 30 a 34 | 0     |
| 0     | 25 a 29 | 0     |
| 4     | 20 a 24 | 4     |
| 4     | 15 a 19 | 0     |
| 4     | 10 a 14 | 4     |
| 8     | 5 a 9   | 0     |
| 0     | 0 a 4   | 4     |

## Economia
El 2007 la població en edat de treballar era de 121 persones, 100 eren actives i 21 eren inactives. De les 100 persones actives 95 estaven ocupades (49 homes i 46 dones) i 6 estaven aturades (3 homes i 3 dones). De les 21 persones inactives 7 estaven jubilades, 11 estaven estudiant i 3 estaven classificades com a «altres inactius».

### Ingressos
El 2009 a La Horgne hi havia 65 unitats fiscals que integraven 186 persones, la mediana anual d'ingressos fiscals per persona era de 16.873 €.

### Activitats econòmiques
L'any 2000 a La Horgne hi havia 5 explotacions agrícoles.

## Poblacions més properes
El següent diagrama mostra les poblacions més properes.